# Goody’s
Goody’s ist eine griechische Schnellrestaurantkette. Das Unternehmen gehört zum Vivartia-Konzern und bildet die Sparte Food Services and Entertainment. Gegenwärtig gibt es über 170 Filialen in Griechenland, Zypern, Belarus, Bulgarien, Australien, Kosovo, Albanien und Mayotte.
Das Firmenlogo von Goody’s zeigt den Firmennamen in Graffiti-Schrift, unter welchem der von zwei Sternen flankierte Schriftzug „Burger House“ steht.

## Geschichte
Die Gründer von Goody’s – Ioannis Dionisiadis, Achilleas Folias und Nikolaos Pappas – eröffneten 1975 die erste Filiale in Thessaloniki. Während das Unternehmen anfänglich das Fastfood nach amerikanischem Vorbild in Griechenland einführte, wandte es sich nach der Eröffnung von McDonald’s und Wendy’s in Griechenland einer stärker service- und auswahlorientierten Gastronomie zu. In den 1990er-Jahren übernahm Goody’s außerdem die griechische Traditionsmarke Floca (Café und Konfiserie) und gründete 78 Café-Filialen unter dem Namen Flocafé, so dass man der Expansion von Starbucks zuvorkam.
In Bulgarien konnte Goody’s nicht Fuß fassen und schloss zwei der drei Filialen, in deren Eröffnung 3,3 Millionen Euro investiert worden waren. Daraufhin wurden auch Pläne zurückgestellt, nach Tschechien, Ungarn und Serbien zu expandieren. Vorläufig konzentriert sich die Kette auf die Märkte Griechenland und Zypern, da nur dort ein nennenswerter Fastfood-Markt oberhalb der etablierten amerikanischen Ketten vorhanden ist.
Im Jahr 2001 wurde Delta Holding nach einer feindlichen Übernahme neuer Besitzer und machte Goody’s zu einem Teil der DELTA Group, die 2003 zu Vivartia fusionierte, deren Mutterkonzern die Marfin Investment Group ist.

## Speisen
Goody’s bietet sowohl ein Burger-Sortiment als auch italienische Pasta-Gerichte sowie einzelne Gerichte der griechischen Küche. Speisen werden generell auf Tellern angeboten und mit Metallbesteck gereicht. Erwähnenswert ist, dass viele angebotene Menüs der sogenannten „Mittelmeer-Diät“ angehören. 

## Strategie
Anfangs als Adaption des amerikanischen Fastfood positioniert, änderte sich später die Strategie zugunsten einer mehr auf die griechische Küche zugeschnittenen Speisenauswahl. Auch werden Metallbesteck und Teller dem Servieren in Pappschachteln vorgezogen.
Allgemein zeichnet sich das Angebot durch eine große Auswahl aus und ist preislich leicht höher angesiedelt als die McDonald’s-Filialen. Diese konnten ihren Marktanteil von 35 Prozent (gegenüber 50 % von Goody’s) bislang nicht maßgeblich steigern.